# Mitsubishi A6M
Mitsubishi A6M Rei-Sen (Type 0), kendt som Zero, var en japansk jager, der blev anvendt under anden verdenskrig.
A6M er det fly som er gået over i historien som Japans bedste kampfly. Det var det første hangarskibsbaserede kampfly, som opnåede at kunne konkurrere på lige fod med landbaserede fly.
Flyet var meget manøvredygtigt, fordi det var let. Dette var på bekostning af, at det det var dårligt armeret og havde en relativt lav tophastighed på omkring 650 km/t.
- Wikimedia Commons har flere filer relateret til Mitsubishi A6M

| Luftfart | Spire Denne artikel om flyvning er en spire som bør udbygges. Du er velkommen til at hjælpe Wikipedia ved at udvide den. |

|  | Infoboks uden skabelon Denne artikel har en infoboks dannet af en tabel eller tilsvarende. |